# 핀란드 대기근

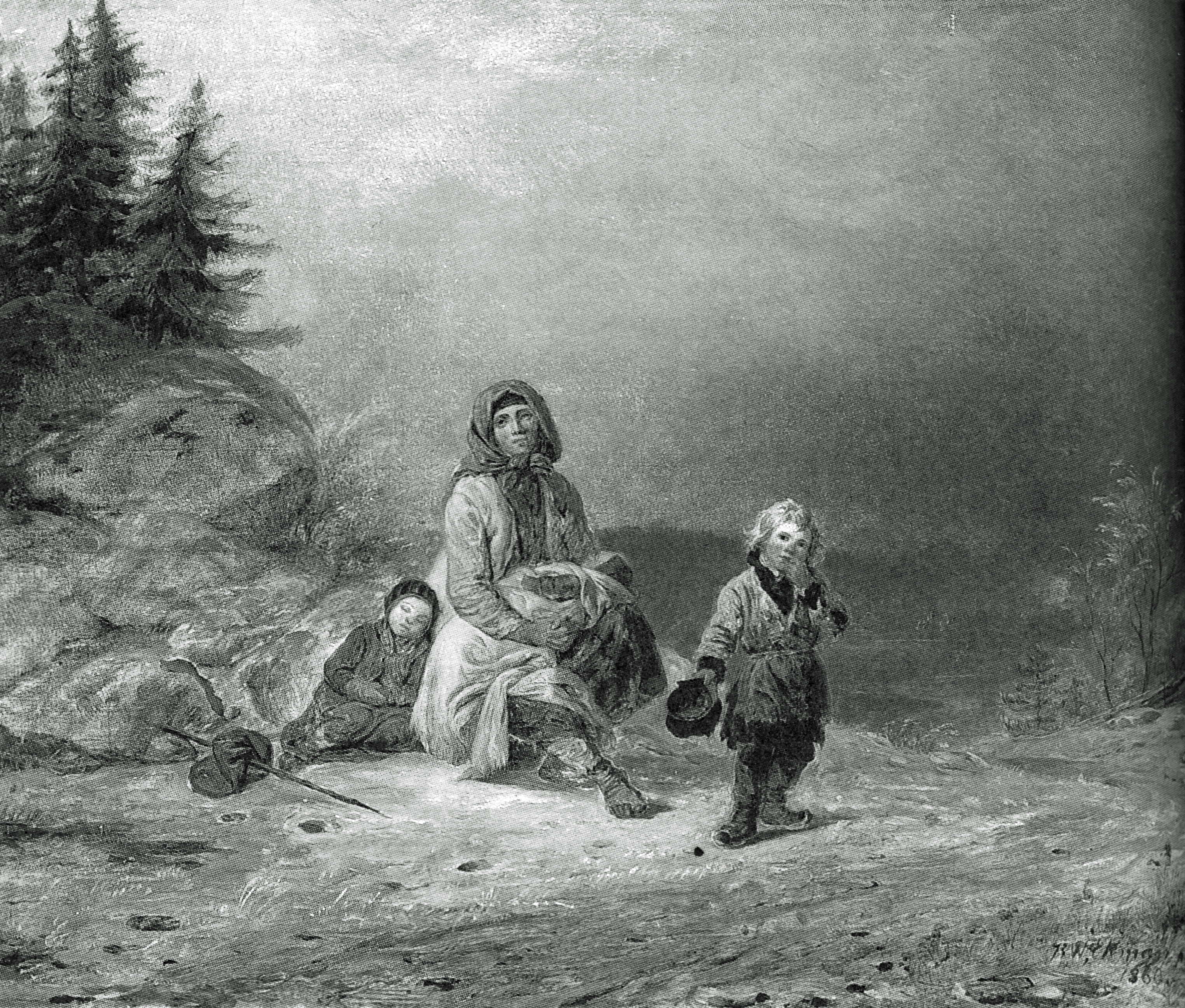
노상에서 구걸하는 가족. 로베르트 빌헬름 에크만 그림.

핀란드 대기근(핀란드어: suuret nälkävuodet 수레트 낼캐부오데트[*])은 1866년과 1868년 사이 핀란드 전역과 스웨덴 북부에서 발생한 기근이다. 핀란드 및 스웨덴 양국의 역사상 마지막 기근이며, 유럽에서 발생한 마지막 천재(天災)적 기근이다. 핀란드에서는 이 기근으로 인구의 15-20%가 사망했다. 사망자 수는 3년간 270,000 명이다. 사타쿤타, 해메, 포흐얀마, 북카리알라 일대에서 피해가 가장 심했다. 스웨덴에서는 지의류 섞인 목피로 만든 빵으로 연명했다고 하여 "이끼의 해"(스웨덴어: Lavåret 라보레트[*])라고도 부른다. 이 시기 스웨덴에서는 미국으로의 이민이 급증했다.